# (17472) Dinah
(17472) Dinah (1991 FY) – planetoida z grupy pasa głównego asteroid okrążająca Słońce w ciągu 3,57 lat w średniej odległości 2,34 j.a. Odkryta 17 marca 1991 roku.